# RING (奥井雅美の曲)
『RING』（リング）は、奥井雅美の通算37作目のシングルである。

## 背景
前作「It's my life」から3週間という短いスパンでリリースされ、奥井自身初となる特撮の主題歌として発表された。

## リリース
2007年7月25日に、インデックスミュージックからリリースされた。奥井は当時、自主レーベルであるevolutionから発表していたが、今作は『時空警察ヴェッカーシグナ』のタイアップ先からのリリースとなった。
初回特典は『時空警察ヴェッカーシグナ』CD全購入者特典キャンペーンとして、Signaly's（葉月あい・彩月貴央・しほの涼・鮎川穂乃果）の「MY PRECIOUS FRIENDS」（通常盤）と、キャラクターソングである「キミがいるから」（葉月あい for 春日さりあ）、「FAITH」（彩月貴央 for 夏沢るり香）、「空」（しほの涼 for 冬木玲菜）、「マシュマロ☆ハート」（鮎川穂乃果 for 秋葉えみり）に封入されている応募券を貼り、抽選でタカラトミーから発売された『ミクロマン2007「時空警察ヴェッカーシグナシリーズ」』の一つ『ミクロレディ(冬木玲菜)』が当たる応募はがきが封入されている。

## 収録曲
| 全作詞: 奥井雅美、全作曲: Monta。 |                                          |           |            |          |      |
| #                                 | タイトル                                 | 作詞      | 作曲・編曲 | 編曲     | 時間 |
| 1.                                | 「RING」                                 | 奥井雅美  | Monta      | Monta    | 4:19 |
| 2.                                | 「RING -Ballade Version-」               | 奥井雅美  | Monta      | 山本英武 | 4:47 |
| 3.                                | 「RING」(Instrumental)                   | 奥井雅美  | Monta      |          | 4:19 |
| 4.                                | 「RING -Ballade Version-」(Instrumental) | 奥井雅美  | Monta      |          | 4:44 |
| 合計時間:                         | 合計時間:                                | 合計時間: | 18:09      |          |      |

## 参加ミュージシャン
| RING - Chorus : 奥井雅美 - Guitar Solo : 細谷“MACARONI☆”博雄 - All other Instruments : Monta - Mix : Jazzy Man | RING -Ballade Version- - Chorus : 奥井雅美 - All instruments : 山本英武 - Mix : 岡崎秀俊(Scrum Staff) |

## メディアでの使用
| # | 曲名     | タイアップ                                               | 出典  |
| - | -------- | -------------------------------------------------------- | ----- |
| 1 | 「RING」 | 特撮ドラマ『時空警察ヴェッカーシグナ』オープニングテーマ | [ 3 ] |
| 1 | 「RING」 | dwango『アニメロ★うた』CMソング                          | [ 4 ] |
| 1 | 「RING」 | dwango『超!アニメロ』CMソング                            | [ 4 ] |